# Futbol als Jocs Bolivarians de 1938
El torneig de futbol als Jocs Bolivarians de 1938 es disputà a Bogotà del 6 al 22 d'agost.
Cinc dels sis països participants hi prengueren part, els quals foren Perú, Bolívia, Equador, Colòmbia, Veneçuela. Aquesta fou la primera i única ocasió en la que seleccions nacionals absolutes prengueren part a la competició. La medalla d'or fou per al Perú, que aconseguí 8 punts.

## Estadis

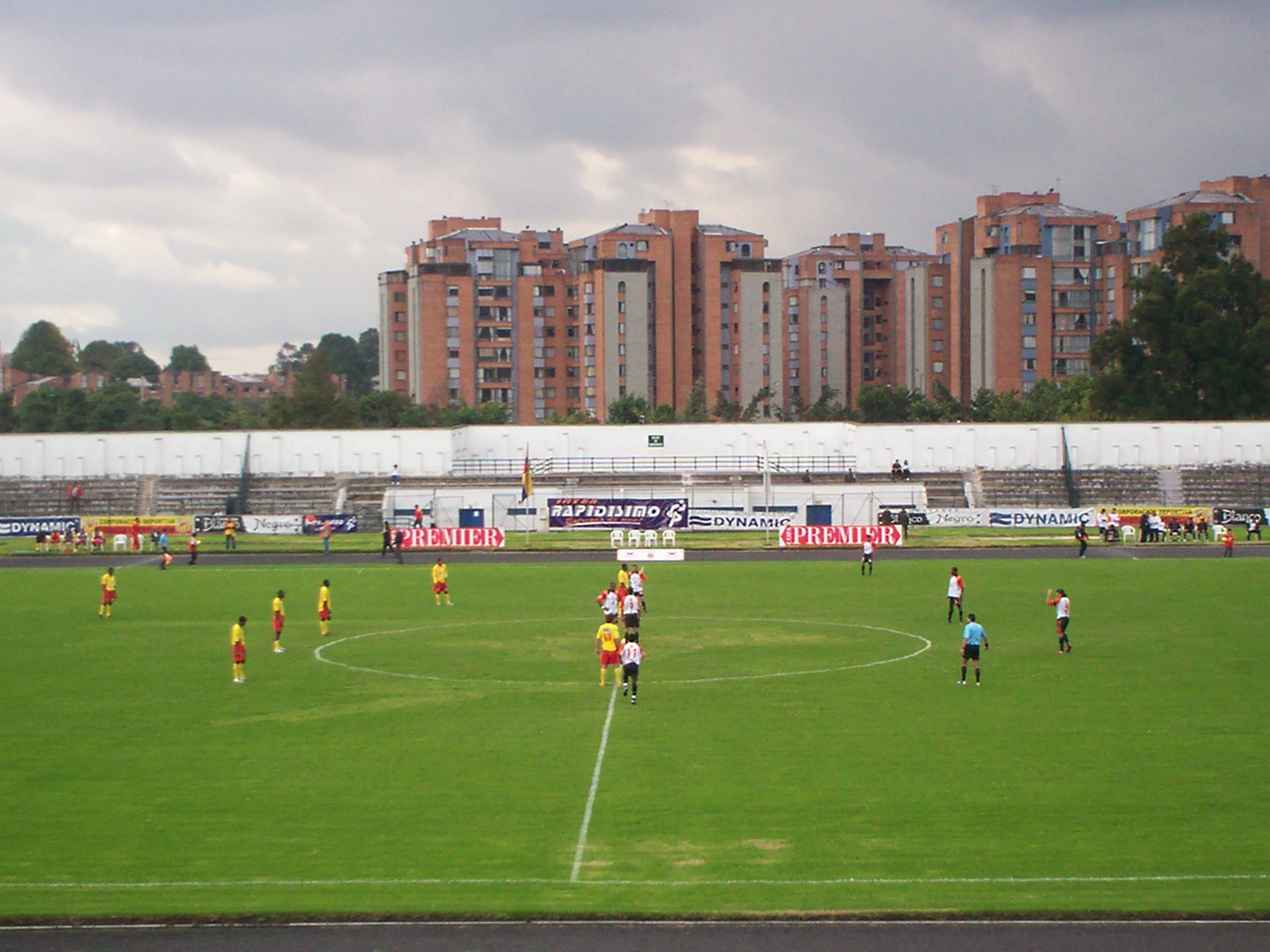
Estadio Universitario
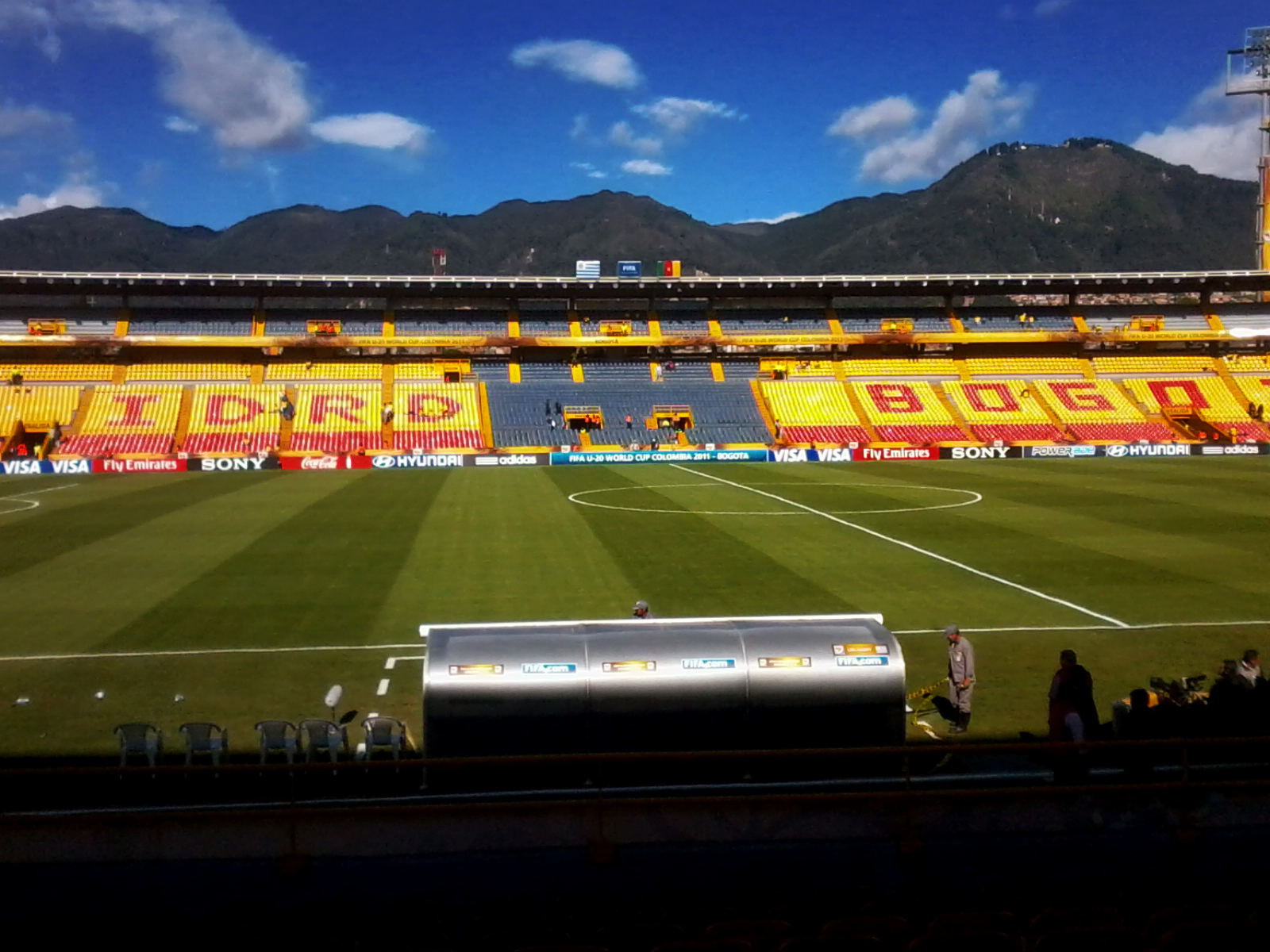
El Campín

## Classificació
Cada país jugà contra cadascun dels altres països. S'utilitzà el sistema de puntuació de dos punts per victòria.

| Pos | Equip     | PJ | PG | PE | PP | GF | GC | DG  | Pts | Classificació o descens |
| --- | --------- | -- | -- | -- | -- | -- | -- | --- | --- | ----------------------- |
| 1   | Perú (C)  | 4  | 4  | 0  | 0  | 18 | 4  | +14 | 8   | Campió                  |
| 2   | Bolívia   | 4  | 2  | 1  | 1  | 6  | 6  | 0   | 5   |                         |
| 3   | Equador   | 4  | 2  | 1  | 1  | 9  | 13 | −4  | 5   |                         |
| 4   | Colòmbia  | 4  | 1  | 0  | 3  | 6  | 8  | −2  | 2   |                         |
| 5   | Veneçuela | 4  | 0  | 0  | 4  | 4  | 12 | −8  | 0   |                         |

- Com Bolívia i Equador van quedar empatats, es disputà un partit de desempat pel segon lloc.

## Resultats

### Ronda final
| Bolívia | 1–1    | Equador |
| ------- | ------ | ------- |
|         | Report |         |

| Colòmbia       | 2–4    | Perú                                             |
| -------------- | ------ | ------------------------------------------------ |
| Botto 71', 75' | Report | Ibáñez 10', 60' · T. Fernández 40' · Alcalde 57' |

| Colòmbia | 1–2    | Equador                  |
| -------- | ------ | ------------------------ |
| Mier 33' | Report | Freire ??' · Herrera ??' |

| Bolívia              | 3–1    | Veneçuela  |
| -------------------- | ------ | ---------- |
| Molina 35', 48', 80' | Report | Mújica 10' |

| Perú                                                                  | 9–1    | Equador    |
| --------------------------------------------------------------------- | ------ | ---------- |
| Alcalde 40', 43', 60', 88' · Bielich 65', 68' · Espinar 14', 24', 50' | Report | Suárez 16' |

| Colòmbia               | 2–0    | Veneçuela |
| ---------------------- | ------ | --------- |
| Umaña 25' · Torres 35' | Report |           |

| Perú                                | 3–0    | Bolívia |
| ----------------------------------- | ------ | ------- |
| T. Fernández 18', 85' · Alcalde 33' | Report |         |

| Bolívia                   | 2–1    | Colòmbia  |
| ------------------------- | ------ | --------- |
| Alborta ??' · Montoya ??' | Report | Mejía ??' |

| Perú                      | 2–1    | Veneçuela |
| ------------------------- | ------ | --------- |
| Bielich 45' · Paredes 47' | Report | Ríos 75'  |

| Equador                                                                | 5–2    | Veneçuela            |
| ---------------------------------------------------------------------- | ------ | -------------------- |
| Andara ??' (p.p.) · Arenas ??' · Freire ??' · Herrera ??' · Suárez ??' | Report | Corao ??' · Ríos ??' |

### Partit per la medalla d'argent
| Bolívia        | 2–1    | Equador      |
| -------------- | ------ | ------------ |
| Plaza ??', ??' | Report | Zambrano ??' |